# Vernashen
Vernashen (en arménien Վերնաշեն ) est une communauté rurale du marz de Vayots Dzor, en Arménie. Elle compte 1 312 habitants en 2008.